# Monolistra spinosissima
Monolistra spinosissima là một loài giáp xác trong họ Sphaeromatidae.